# Komarivka, Berejanî
Komarivka (în ucraineană Комарівка) este un sat în comuna Șîbalîn din raionul Berejanî, regiunea Ternopil, Ucraina.

## Demografie
Componența lingvistică a localității Komarivka
     Ucraineană (100%)
Conform recensământului din 2001, toată populația localității Komarivka era vorbitoare de ucraineană (100%).